# Milano-Sanremo 1912
La Milano-Sanremo 1912, sesta edizione della corsa, fu disputata il 31 marzo 1912, per un percorso totale di 289,7 km. Fu vinta dal francese Henri Pélissier, giunto al traguardo con il tempo di 9h44'30" alla media di 29,738 km/h davanti a Gustave Garrigou e Jules Masselis.
I ciclisti che partirono da Milano furono 80; coloro che tagliarono il traguardo a Sanremo furono 50.

## Ordine d'arrivo (Top 10)
| Pos. | Corridore           | Squadra        | Tempo    |
| ---- | ------------------- | -------------- | -------- |
| 1    | Henri Pélissier     | Alcyon         | 9h44'30" |
| 2    | Gustave Garrigou    | Alcyon         | s.t.     |
| 3    | Jules Masselis      | Alcyon         | s.t.     |
| 4    | Ezio Corlaita       | Fiat           | s.t.     |
| 5    | André Blaise        | Alcyon         | s.t.     |
| 6    | Dario Beni          | Bianchi        | a 1'45"  |
| 7    | Louis Heusghem      | Alcyon         | s.t.     |
| 8    | Carlo Durando       | Peugeot-Wolber | s.t.     |
| 9    | Leopoldo Torricelli | Maino          | s.t.     |
| 10   | Carlo Galetti       | Atala          | s.t.     |